# Либерална партия на Македония
Либералната партия на Македония (ЛП) е бивша политическа партия в Северна Македония с либерална ориентация. Последен председател на партията е бил Ивон Величковски, а почетен председател – Стоян Андов.
Партията първоначално е основана на 5 октомври 1990 г. като Съюз на реформаторските сили на Македония (СРСМ), с председател Стоян Андов, който е продължение на Съюза на реформаторските сили на Югославия, създаден от последния югославски премиер Анте Маркович. През 1991 г. приема името СРСМ – Либерална партия, а от 1993 г. - Либерална партия на Македония. Лидерът на партията Андов е председател на Събранието на РМ, а тя подкрепя първото експертното правителство на Никола Клюсев (1991–1992) и участва в първите кабинети на Бранко Цървенковски (1992–1996). През февруари 1996 г. е отстранена от властта, а на 19 април 1997 се обединява с Демократическата партия в нов политически субект – Либерално-демократическа партия‎.
Поради несъгласия в новата партия между бившите либерали и демократи, през 1999 година мнозинството от бившите либерали се отцепват и на 23 декември 1999 година възстановяват ЛП. За председател е избран Ристо Гущеров, а от 2001 г. – отново Стоян Андов.
През 2000 г. ЛП влиза в коалиция с управляващата ВМРО-ДПМНЕ, а Стоян Андов отново става председател на Събранието (2000–2002). На парламентарните избори през 2002 година партията в коалиция с ВМРО-ДПМНЕ печели 5 мандата, но остава в опозиция. Съюзът около ВМРО-ДПМНЕ печели изборите през 2006 г. и ЛП участва в първото правителство на Никола Груевски. От 2008 г. поради несъгласие с външната и вътрешната политика на Никола Груевски партията излиза в опозиция и има все по-слабо влияние.
През 2008–2011 председател на партията е Борче Стояновски, а през 2011-2019 – Ивон Величковски.
Партията през 2011 г. влиза в опозиционната коалиция около СДСМ и нейният лидер Ивон Величковски е депутат до 2014 г. На  изборите през 2016 г. ЛПМ участва самостоятелно, но получава под 4 хиляди гласа (0.33%).
Партията все повече запада и в началото на 2019 г. нейният последен председател И. Величковски подава оставка. ЛПМ през юни 2019 г. е официално заличена. Ивон Величковски на 11 октомври 2021 г. създава нов политически субект - Движение за нова република.